# Lumber Jack
|  | Denne artikel er oprettet af botten PalnaBot ud fra en ekstern database. Den kan derfor have sproglige fejl eller mangler. Denne skabelon kan fjernes efter kontrol af indholdet. |

Lumber Jack er en film instrueret af Laura Büchert Schjødt.

## Handling
Dybt inde i skoven arbejder en skovhugger og hans team til rytmen af deres muntre arbejdsmelodi. Pludselig bliver denne melodi forstyrre af introduktionen af ny teknologi og skovhuggeren må nu stå ansigt til ansigt med de voldsomme konsekvenser helt alene.